# 阿爾海爾格米爾興湖

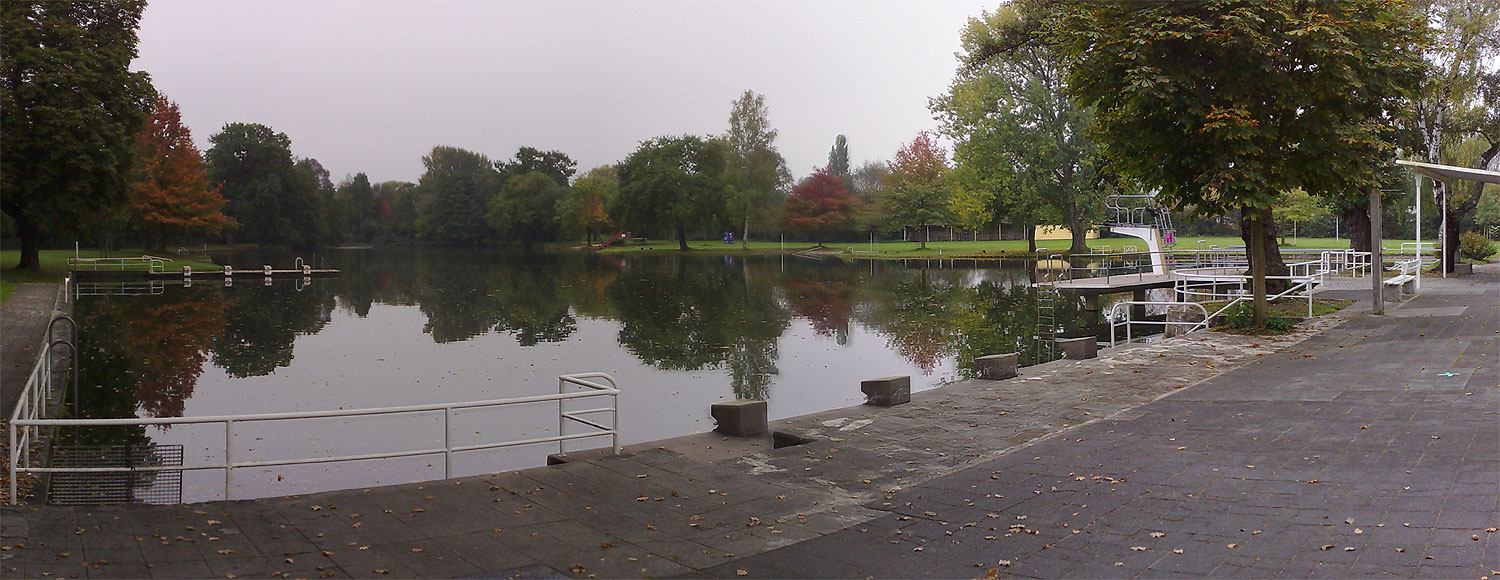

49°54′14″N 8°40′19″E / 49.90379°N 8.67200°E
阿爾海爾格米爾興湖（德語：Arheilger Mühlchen），是德國的湖泊，位於該國中部，由黑森州負責管轄，處於達姆施塔特，該湖泊面積0.01平方公里，平均水深2.2米。